# Vlag van Avelgem
De vlag van Avelgem werd door de gemeenteraad op 27 december 1977 officieel vastgesteld als de gemeentelijke vlag van de West-Vlaamse gemeente Avelgem. Op 21 juni 1978 werd hij door het koninklijk besluit bevestigd en uiteindelijk gepubliceerd op 26 augustus 1978 in het officiële Belgisch Staatsblad.
Officieel wordt de vlag beschreven als:
Drie verticale banen; blauw, rood en geel. Het blauw aan de stok, het rood dubbel zo breed als de blauwe en de gele baan. In het rood een wit ankerkruis.
De kleuren blauw en geel herinneren aan het gemeentewapen dat in 1819 onder het Nederlandse bewind werd toegekend. Een wit ankerkruis in de rode baan zijn afkomstig uit het gemeentewapen.

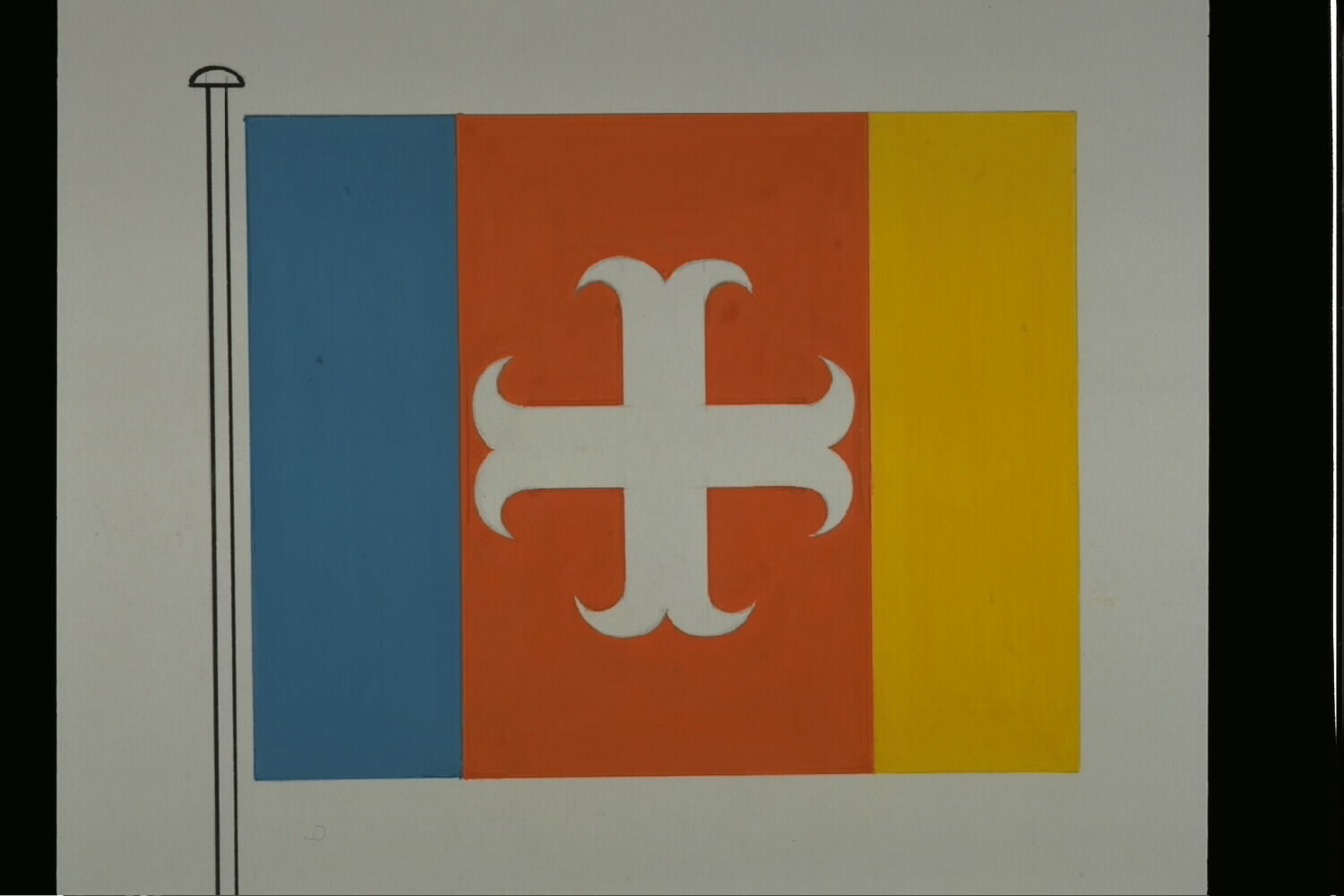
Officiële tekening van de vlag